# Йоханес фон Халберщат
Йоханес фон Халберщат (на немски: Johannes von Halberstadt; † сл. 1347) е благородник от стария род Халберщат от Западен Мекленбург, бургман на Шверин (1337 – 1347).
Той е син на Вернер II фон Халберщат († сл. 1337), бургман на Шверин (1321 – 1337) и внук на рицар (от. 1271 г.) Вернер I фон Халберщат († сл. 1274), който през 1274 г. е свидетел за граф Хелмолд фон Шверин.
Йоханес фон Халберщат е от 1337 до 1347 г. бургман в Шверин. През 1337 г. е господар в Гьорслов и Брютц. През 1337 г. той прави дарение на манастир Елдена за любимата му дъщеря. През 1342 г. той дължи 35 марки на вдовицата Елизабет Хорвес във Визмар.
Благородническият род фон Халберщат е почти четири века уважавана фамилия с големи собствености в Западен Мекленбург и измира през 1783 г.

## Фамилия
Йоханес фон Халберщат се жени за фон Брюзевитц. Те имат децата:
- дъщеря
- Хенинг I фон Халберщат, бургман на Шверин (1343 – 1358), господар в Брютц, кнапе, графски шверински маршал, получава 1357 г., зради задължение от 125 марки, части от Грамбов, Грос Айхзен, Давермоор от граф Ото фон Шверин; женен за фон Зиген, имат син:
  - Хенинг II (Хенеке) фон Халберщат († сл. 1398), бургман на Шверин (1358 – 1398), женен за фон Бибов/Бюлов